# Волнін Олександр Костянтинович
Олександр Костянтинович Волнін ( нар. 1872, Ярославська губернія — пом. 1942, Москва) — український учений, педагог, перший директор Полтавського учительського інституту.

## Біографічні відомості
Народився у селянській родині у Ярославській губернії. У 1897 році закінчив Московську духовну академію. з 1897 по 1908 рр. викладав у Псковській та Київській духовних семінаріях, у жіночій гімназії та художньому училищі м. Києва. у 1909 році захистив дисертацію на ступінь магістра богослов'я. Одержав звання професора в духовній академії.
Під впливом дружини відходить від релігії. Закінчує екстерном Київський університет з історичного циклу. Призначений на посаду  директора Великосорочинської вчительської семінарії. За час роботи значно підняв рівень викладаня у закладі. З відкриттям учительського інституту у Полтаві призначений директором (1914-1917 рр.). Сформував перший колектив викладачів інстиутуту в основному з колег по учительській семінарії. На посаді директора доклав сил до створення навчальних аудиторій, фізичного, хімічного, природничо-історичного кабінетів, до обладнання гімнастичного містечка та двох бібліотек - фундаментальної та учнівської. Підготував список основних книг з педагогіки та психології. Одночасно із виконання обов'язків директора, викладав педагогіку, психологію та логіку, керував навчальною та виховною роботою, діловодством, господарською частиною навчального закладу.
Увів нову на той час форму педагогіної підготовки, як проведення й аналіз пробних уроків слухачами в Зразковому міському училищі, базовому навчальному азкладі Полтавського учительського інституту.
| "... Він був завжди справжньою людиною і... виховував у нас найкращі людські прагнення" Антон Макаренко[2] |
Із українінзацією шкіл після 1917 року на прохання самого Волніна разом з іншими викладачами переведений до учительського інстиутуту до м. Новомиколаєвськ. Викладав педагогіку, психологію та логіку, керував педагогічними конференціями. У 1921-1925 рр. - викладач [В'ятська губернія[В'ятського]] педагогічного інституту імені В. І. Леніна, засновник кафедри педагогіки і психології.
У 1925 році переїхав до Москви, викладає на робітфаці Академії комуністичного виховання імені Н. К. Крупської. Керував відділом освіти правління Північної залізниці. З 1927 року був викладачем російської мови у школі №1 Ярославської залізниці.
6 вересня 1940 року одному з перших 25 учителів присвоєно звання заслужного учителя РРФСР.
Помер у 1942 році у Москві. Похований на цвинтарі Донського монастиря.

## О. Волнін та А. Макаренко
Макаренко неодноразово публічно говорив про непересічний вплив на свою особистість О. Волніна, відзначав його роль у гуманізції поглядів педагога, розвитку ціннісних орієнтацій, потреби у постійному професійному самовдосконаленні. Остання зустріч педагогів відбуалася в лютому 1933 року на святкуванні 20-річчя школи №1 Ярославської залізниці:
| "... У моєму педагогоічному розвитку він створив найголовніші принципи і навички духу. У нього я запозичив головне положення моєї педагогічної віри: якомога більше вимог до людини і якомога більше поваги до неї". Антон Макаренко[3] |

## Виноски
1. ↑  Год Б., Єрмак О., Киридон П. Полтавський державний педагогічний університет імені В. Г. Короленка: Історія і сучасність. - Полтава, 2009. - С. 6
2. ↑  Киридон А.М., Киридон П.В.  Волнін Олександр Костянтинович // Історія Полтавського педагогічного інституту в особах. Матеріали конференції, присвяченої 80-річному ювілею інституту. - Полтава: Кларисса, 1995. - С.10-12.
3. ↑  Крамущенко Л.В. Роль О. К. Волніна в житті А.С. Макаренка // Історія Полтавського педагогічного інституту в особах. Матеріали конференції, присвяченої 80-річному ювілею інституту. - Полтава: Кларисса, 1995. - С.12-15.